# クライストチャーチ大聖堂 (ネルソン)

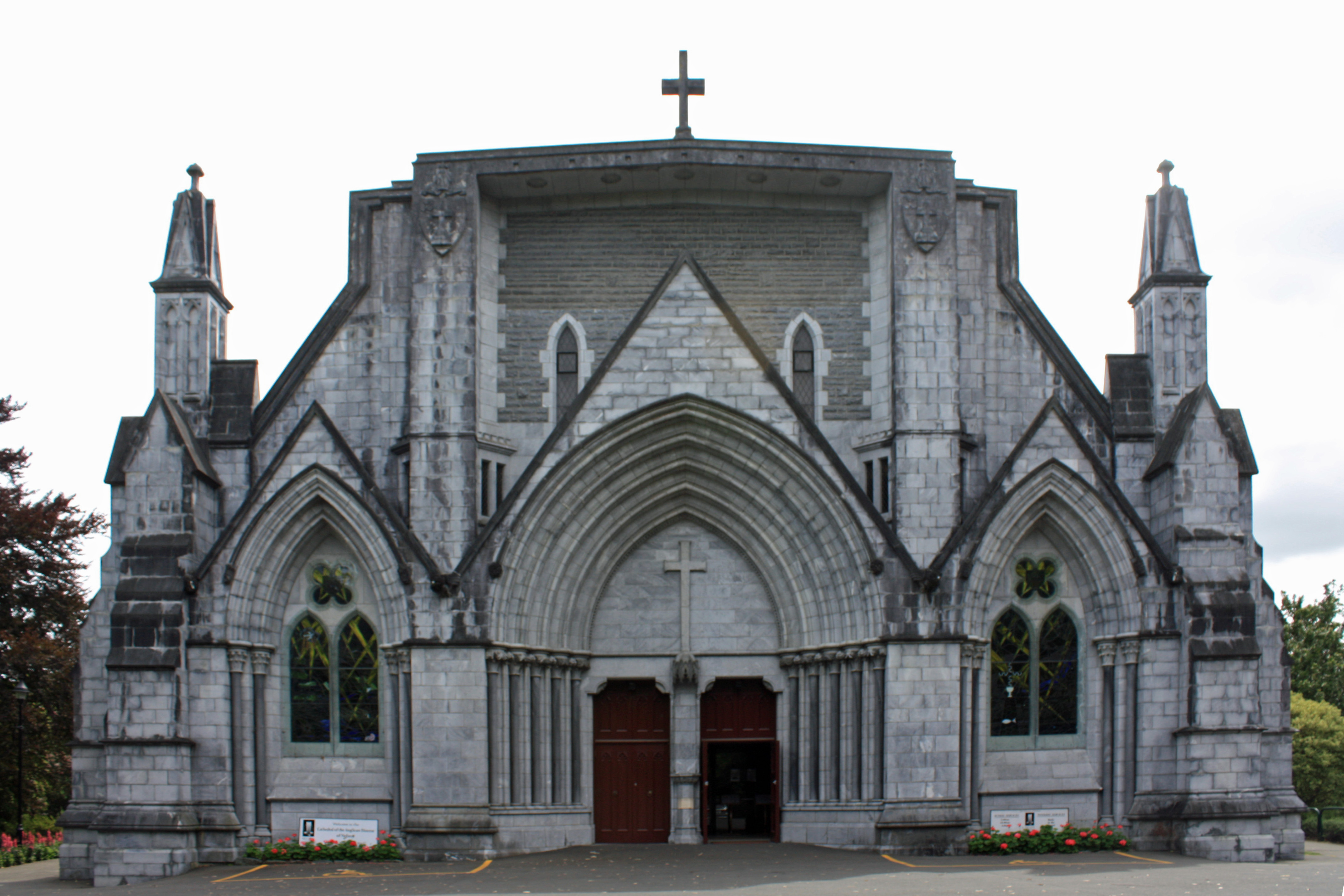
クライストチャーチ大聖堂（2010年）

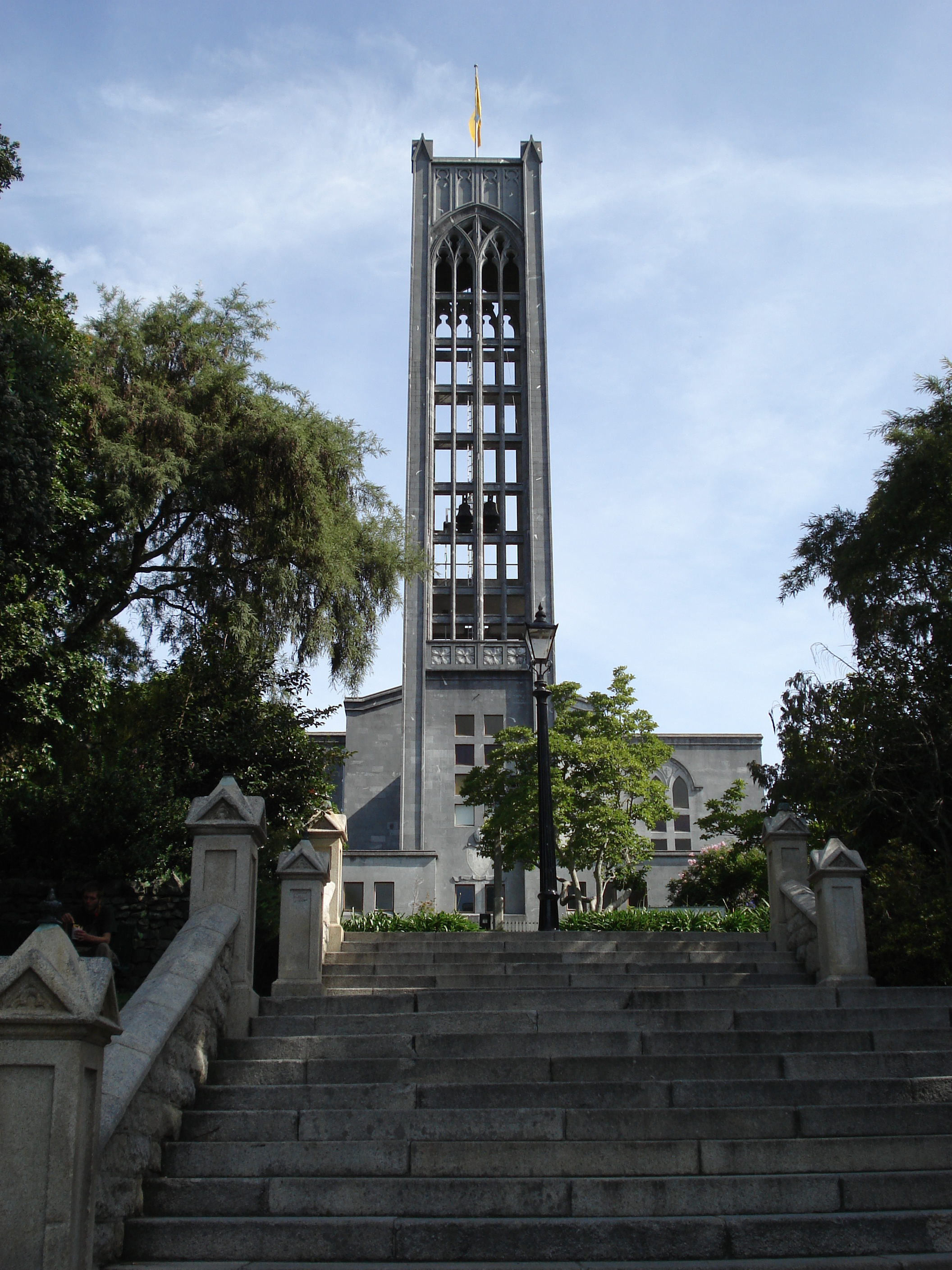
ニュージーランドのネルソンにあるトラファルガー通りから見たクライストチャーチ大聖堂。

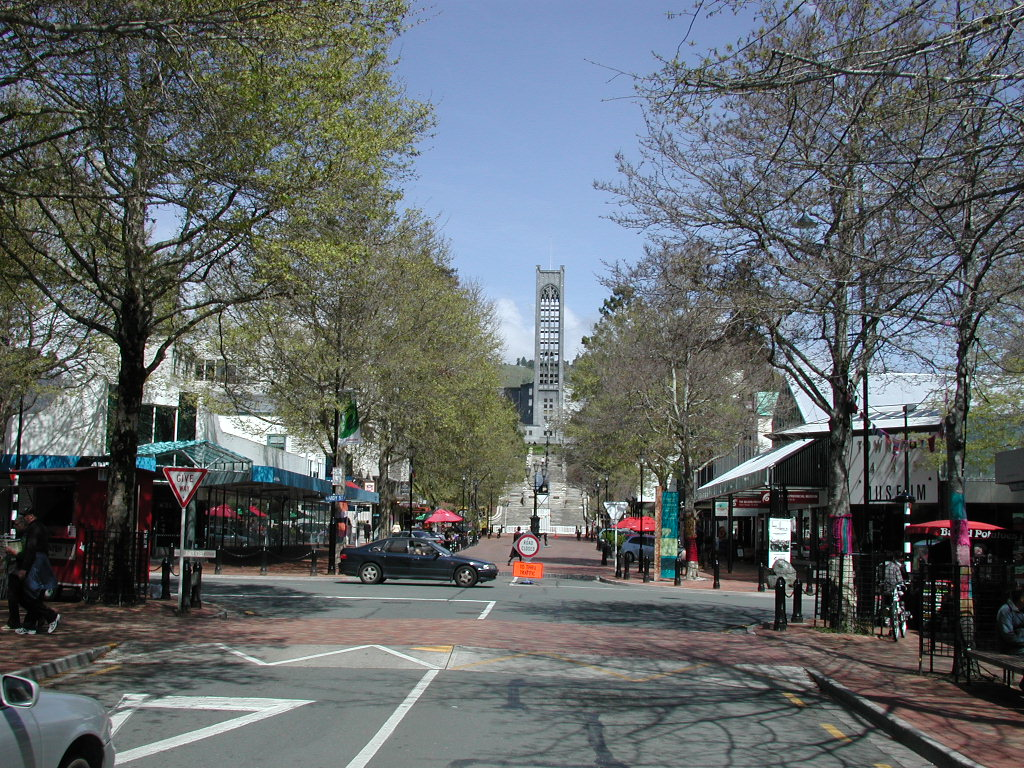
大聖堂がセントラル・ネルソンの本通りのひとつであるトラファルガー通りに向かう終端眺望の役目を果たしている。

クライストチャーチ大聖堂（クライストチャーチだいせいどう、英語：Christ Church Cathedral、ネルソン主教座聖堂とも）はニュージーランドのネルソン地方ネルソンを通るトラファルガー通り北方にある聖公会の大聖堂である。長さが58ｍ、幅が27ｍあり、塔は35ｍの高さがある。

## 歴史
1851年に設立された最初の教会は現在とは違う場所にあり、1859年に拡張された。1866年にクライストチャーチ大聖堂と命名され、再度拡張された。1887年に2代目の教会が初代の教会と殆ど同じ材料を用いて現在の場所に建設された。
1925年、現在ある教会の建設が始まり、40年後の1965年に完成を見た。大部分の大理石は南島にあるターカカ近くのパルキルーナ・レンジで仕入れられた。大理石を用いた工事が始まった際、大理石は塊の状態で使用されていた。しかしながら、1929年のマーチソン地震発生後、あまりに多くの危険が伴うだけでなく、大理石の代金があまりにも高価であるとの指摘がされた。その後、大理石は研磨された上に独特の外観と色を生み出すために漆喰と混ぜ合わされた。 
階段の建設には、現在エイベル・タスマン国立公園となっているトンガビーチで得た花崗岩が使用されている。現在、トラファルガー通りを見下ろす場所にネルソン入植100周年を祝う記念碑が建立されている。

## オルガン
この教会の初代パイプオルガンはロンドン出身のT. C. ルイスによって制作され、1871年にネルソンに出荷された。その後、オルガンは1932年に修復された。使用から30年後に整備され、現在では2500本のパイプで成り立っている。3つの手鍵盤とペダルに広げられているオルガンは内陣のパイプとは反対側の柱廊にある独立した電動式演奏台を備えている。